# Powiat Yabase
Powiat Yabase (jap. 八橋郡 Yabase-gun) – dawny powiat w Japonii, w prefekturze Tottori.

## Historia

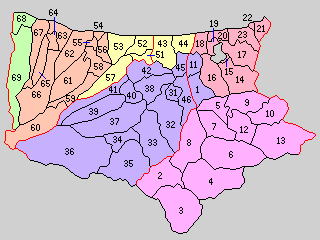
Powiat Yabase (51–69 – 1889 r.)

W pierwszym roku okresu Meiji na terenie powiatu znajdowała się 1 miejscowość, 2 zajazdy oraz 105 wiosek.
Powiat został założony 12 stycznia 1879 roku. Wraz z utworzeniem nowego systemu administracyjnego 1 października 1889 roku powiat Yabase został podzielony na 15 wiosek: Tokiwa, Minami, Yura, Ōtsuka, Ichise, Isezaki, Sakae, Shimogō, Kōnoshō, Sanbonsugi, Kamigō, Yabase, Akasaki, 豊定村, Yasunaga, Isai, Yasuda, Shimonakayama i Kaminakayama.
30 marca 1894 roku wioska 豊定村 zmieniła nazwę na Katta.
1 kwietnia 1896 roku powiat Yabase został włączony w teren nowo powstałego powiatu Tōhaku. W wyniku tego połączenia powiat został rozwiązany.